# La Neuveville
La Neuveville és un municipi del cantó de Berna (Suïssa), cap de l'antic districte de La Neuveville i membre de l'actual Districte administratiu del Berner Jura.